# ماريان هوبسون
ماريان هوبسون (بالإنجليزية: Marian Hobson)‏ هي أكاديمية بريطانية، ولدت في 10 نوفمبر 1941.